# Зборовское сражение (1649)
Зборовская битва 1649 — сражение между запорожскими и польскими войсками во время восстания Хмельницкого 1648 — 1654 годов, произошедшее 5 (15) августа — 6 (16) августа 1649 возле города Зборов, ныне в Тернопольской области Украины.

## Предыстория
После тяжёлых и фатальных для Речи Посполитой сражений 1648 года обе стороны заключили перемирие с 17 февраля до 22 мая 1649 года, не переставая готовиться к продолжению войны. После окончания перемирия военные действия возобновились.
Польский король Ян II Казимир разработал стратегический план похода на Киев, решив одновременно ударить по казацким войскам с фронта и с тыла. С этой целью польный литовский гетман Януш Радзивилл получил приказ двигаться из Литвы в направлении Киева. Богдан Михайлович Хмельницкий, используя свой незаурядный политический талант и военный успех, сумел мобилизовать огромное войско и получить поддержку татарского хана Ислам-Гирея III. Союзники начали наступление в двух направлениях: основные силы под предводительством гетмана Хмельницкого шли на запад, а часть казачьих полков во главе с полковником Станиславом Михаилом Кричевским выступила на север, против войска Радзивилла.
В июне 1649 года казаки и татары нанесли поражение передовым частям польской армии, которые возглавлял князь Иеремия Вишневецкий, и окружили отступающие войска в крепости Збараж в Галиции. На подмогу осажденным из-под Люблина отправилось 30-тысячное войско, возглавляемое польским королём. Узнав об этом через разведчиков, Хмельницкий для продолжения осады крепости оставил часть войск под командованием генерального обозного Ивана Черняты под Збаражем, а сам с главными силами выступил навстречу королевскому войску. Основные силы казацких и польских войск встретились под Зборовом на реке Стрыпе.

## Ход сражения
Место для лагеря было удачным для обороны. Стрыпа загораживала войска короля с трех сторон, а три моста соединяли польский лагерь с древними оборонительными сооружениями Зборова. Казаки, выставив ряд пушек, обстреливали лагерь. Казацкая артиллерия, состоявшая из орудий, добытых в польских гарнизонах за год до того, была достаточно сильной, чтобы обстреливать лагерь с одного конца до другого. В лагере началась паника, шляхтичи прятались в телеги и под телеги, а король собственноручно выгонял их оттуда палашом.
В ночь с 5 на 6 августа Коронные войска построили ряд земляных укреплений в наиболее незащищенных частях лагеря. Однако до утра так и не удалось закончить вал в северной его части. Утром казаки атаковали лагерь в этом месте и город Зборов. Они прорвались в лагерь и в город, однако закрепиться там не смогли.
5 (15) августа, менее чем в одном дне езды от Збаража, при переправе через Стрыпу, коронное войско подверглось неожиданной атаке. Оно не было готово к бою, часть шляхты в это время обедала. Потеряв в бою около 4 тысяч человек, польский король, немецкие наёмники и артиллерия (примерно 15 пушек разного калибра) переправились через Стрипу и начали строить лагерь.
Следующую атаку начали татары. Земляные валы не смогли остановить наступления, и казаки вместе с татарами ворвались в лагерь. Благодаря контратаке немецких наёмников королю удалось предотвратить разгром. Ситуация в польском лагере стала критической. Нехватка людей и провианта не давала надежды на удержание позиций. Ян Казимир начал переговоры с ханом. Не заинтересованный в победе и усилении Хмельницкого, крымский хан пошёл на переговоры и заключил соглашение с польским королём, который пообещал татарам выплатить крупную сумму упоминки и разрешил брать ясырь и грабить украинские земли на пути в Крым.
Не имея возможности одновременно воевать против польских войск и татар, Хмельницкий под давлением хана вынужден был начать переговоры и заключить с польским королём договор, получивший название Зборовского. 19 августа Хмельницкий лично прибыл в польский лагерь, предстал перед королем, припал на колено к земле и слёзно сказал: «Что сделано, то сделано; король, прости грех!»

## Результаты
Зборовский договор формально признавал казацкое управление юго-восточными территориями Речи Посполитой: Киевское, Брацлавское и Черниговское воеводства были выделены для казачества и казачий реестр увеличен до 40 000 человек. Как оказалось позже, местная польская шляхта и римско-католическое духовенство, которые в результате договора теряли своё влияние и собственность, не собирались выполнять его условия.